# Herb Nowego
Herb Nowego – jeden z symboli miasta Nowe i gminy Nowe w postaci herbu.

## Wygląd i symbolika
Herb przedstawia na białej tarczy wizerunek czerwonego zamku posiadającego trzy wieże z blankami. Środkowa z nich jest wyższa. Zamek posiada niebieskie dachy. Dwa z nich są w kształcie stożka, jeden, środkowy w kształcie trapezu. Brama zamkowa posiada prześwit barwy czarnej.
Herb nawiązuje do dawnej krzyżackiej warowni w mieście.

## Historia
Wizerunek herbowy z zamkiem lub bramą miejską widnieje na pieczęciach miejskich w różnych odmianach począwszy od XV wieku.